# Kristína Peláková
Kristína Peláková (Svidník, Checoslovaquia; 20 de agosto de 1987), más conocida como Kristína, es una cantante eslovaca que representó a su país en el Festival de la Canción de Eurovisión 2010 con la canción «Horehronie».

## Biografía
Desde temprana edad, Kristína cantaba, bailaba y tocaba el piano en su natal Svidník, en Eslovaquia. Años más tarde, cursó clases de canto en el Conservatorio de Košice. Durante sus estudios, Kristína frecuentó distintos clubs de jazz de la ciudad; fue ahí donde conoció a su futuro productor musical, Martin Kavulič, quien le ayuda a conseguir un contrato con la discográfica H.O.M.E Production. 
En 2007, lanza su primer sencillo junto al rapero Opak, llamado «Som tvoja». En 2008 consigue su primer éxito en Eslovaquia con el sencillo «Vráť mi tie hviezdy», el cual formó parte de su álbum debut «....ešte váham».
En 2010, Kristína participó en la preselección nacional de Eslovaquia para el Festival de la Canción de Eurovisión 2010, saliendo victoriosa con el tema «Horehronie», una oda a la región homónima eslovaca. La canción alcanzó el primer lugar en las listas musicales de su país. Sin embargo, no obtuvo el pase para la final del certamen.
Más tarde, en 2011 produjo la canción oficial de la Copa del Mundo de Hockey sobre Hielo, titulada "Life is a game".

## Discografía

### Álbumes
- ....ešte váham (2008)

### Sencillos
| Año  | Sencillo              | Posición | Posición | Álbum          |
| Año  | Sencillo              | [ 5 ]    | [ 4 ]    | Álbum          |
| ---- | --------------------- | -------- | -------- | -------------- |
| 2008 | "Vráť mi tie hviezdy" | —        | 6        | ....ešte váham |
| 2008 | "Stonka"              | 31       | 4        | ....ešte váham |
| 2008 | "Ešte váham"          | —        | 6        | ....ešte váham |
| 2010 | «Horehronie»          | 27       | 1        |                |